# All That She Wants
«All That She Wants» (с англ. — «Всё, что она хочет») — песня шведской музыкальной группы Ace of Base. Была издана как второй сингл группы с их дебютного студийного альбома Happy Nation. В начале 1993 года песня достигла первого места в чартах многих стран, включая Данию, Германию, Италию, Испанию, Великобританию и Австралию. В США сингл занял 2-е место в чарте Billboard Hot 100. Он был сертифицирован платиновым.
Демоверсия трека называлась «Mr. Ace»; продюсер Денниз Поп исключил мужской реп; финальный вариант повествует о женщине, выходящей на охоту за очередным мужчиной и покидающей его на рассвете. В видеоклипе снялась датская актриса и певица Кристиан Бьорг Нильсен.

## История
В то время как сингл «Wheel of Fortune» имел скромный успех, «All That She Wants» привёл Ace of Base к международному взлёту. В 1991 году группа выпустила демо-версию «All That She Wants» под названием «Mr. Ace», в которой были представлены различные тексты песен, Линн Берггрен на лидирующем вокале и рэп-вокал в исполнении Юнаса и Экберга. Но они не смогли создать именно тот звук, который искали, несмотря на свои попытки получить вдохновение, слушая нескольких других артистов. После выхода шведского хита «Another Mother» группы Kayo группа наконец-то нашла подходящий ритм. Песня изначально была написана в мажорной тональности, но по настоянию Линн была изменена на минорную. Йенни Берггрен объяснила, что изменение тональности на минорную позволило песне изобразить больший уровень печали и повысило её значимость.
Йонас и Экберг связались с продюсером «Another Mother» Деннисом Попом и прислали ему демо-кассету с этой песней. Хотя поначалу песня не произвела на Денниса впечатления, кассета случайно застряла в магнитофоне его машины. Из-за этого он был вынужден слушать её снова и снова, что сподвигло его на продюсирование трека. Деннис внёс в песню много изменений. Ему не понравился рэп-вокал на оригинальной демо-версии, и впоследствии он был заменён короткими фразами. Был также добавлен новый куплет. Хотя вокал был записан всеми четырьмя участниками для этой версии, вокал Йенни в конечном итоге был сокращён.

## Трек-лист
| - United Kingdom CD single 1. «All That She Wants» (Radio Edit) 2. «All That She Wants» (12" Version) 3. «All That She Wants» (Banghra Version) 4. «All That She Wants» (Madness Version) - United States CD single 1. «All That She Wants» — 3:31 2. «All That She Wants» (Extended Single/Dub Version) — 7:56 3. «All That She Wants» (Banghra Version) — 4:15 4. «All That She Wants» (12" Version) — 4:46 - Australian CD single 1. «All That She Wants» (Radio Edit) 2. «Fashion Party» - All That She Wants (Remixed) — Standard Digital Download 1. All That She Wants (Funkstar De Luxe Cook 'n' Curry Remix) — 3:27 2. All That She Wants (We Are Legends Remix) — 6:18 3. All That She Wants (Bali Bandits Remix) — 4:00 4. All That She Wants (Joeysuki Remix) — 4:51 5. All That She Wants (Andalo Remix) — 3:24 6. All That She Wants (House of Titans Remix) — 3:55 7. All That She Wants (Marc MacRowland Remix) — 6:01 8. All That She Wants (Funkstar De Luxe Cook 'n' Curry Remix Extended) — 4:52 9. All That She Wants (Bali Bandits Remix Extended) — 6:01 10. All That She Wants (Andalo Remix Extended) — 5:41 | - All That She Wants (Remixed) — Beatport Edition Digital Download 1. All That She Wants (We Are Legends Remix) — 6:18 2. All That She Wants (Joeysuki Remix) — 4:51 3. All That She Wants (House of Titans Remix) — 3:55 4. All That She Wants (Marc MacRowland Remix) — 6:01 5. All That She Wants (Funkstar De Luxe Cook 'n' Curry Remix Extended) — 4:52 6. All That She Wants (Bali Bandits Remix Extended) — 6:01 7. All That She Wants (Andalo Remix Extended) — 5:41 8. All That She Wants (Bali Bandits Remix Extended Instrumental) — 6:00 9. All That She Wants (Andalo Remix Extended Instrumental) — 5:41 |

## Чарты и сертификация
| Чарт (1992—1994)                    | Лучшая позиция |
| ----------------------------------- | -------------- |
| Австралия (ARIA)                    | 1              |
| Австрия (Ö3 Austria Top 40)         | 1              |
| Бельгия/Фландрия (Ultratop 50)      | 1              |
| Канада (RPM Dance/Urban)            | 1              |
| Канада (RPM Top Singles)            | 1              |
| Denmark (IFPI)                      | 1              |
| Europe (Eurochart Hot 100)          | 2              |
| Finland (Suomen virallinen lista)   | 4              |
| Франция (SNEP)                      | 2              |
| Германия (GfK)                      | 1              |
| Greece (Pop + Rock)                 | 1              |
| Iceland (Íslenski Listinn Topp 40)  | 1              |
| Ирландия (IRMA)                     | 2              |
| Italy (FIMI)                        | 1              |
| Нидерланды (Dutch Top 40)           | 4              |
| Нидерланды (Single Top 100)         | 3              |
| Новая Зеландия (Recorded Music NZ)  | 3              |
| Норвегия (VG-lista)                 | 2              |
| Portugal (AFP)                      | 6              |
| Spain (AFYVE)                       | 1              |
| Швеция (Sverigetopplistan)          | 3              |
| Швейцария (Schweizer Hitparade)     | 1              |
| Великобритания (OCC UK Singles)     | 1              |
| США (Billboard Hot 100)             | 2              |
| США (Billboard Adult Contemporary)  | 22             |
| США (Billboard Alternative Airplay) | 17             |
| США (Billboard Pop Airplay)         | 1              |
| США (Billboard Rhythmic)            | 4              |
| US Cash Box                         | 3              |
| Zimbabwe (ZIMA)                     | 3              |

| Chart (2016)                    | Peak position |
| ------------------------------- | ------------- |
| Польша (Polish Airplay Top 100) | 80            |

| Чарт (1993)                          | Позиция |
| ------------------------------------ | ------- |
| Australia (ARIA)                     | 9       |
| Austria (Ö3 Austria Top 40)          | 2       |
| Belgium (Ultratop 50 Flanders)       | 13      |
| Canada Dance/Urban (RPM)             | 9       |
| Canada Top Singles (RPM)             | 23      |
| Europe (Eurochart Hot 100)           | 4       |
| Germany (Official German Charts)     | 1       |
| Italy (FIMI)                         | 3       |
| Netherlands (Dutch Top 40)           | 4       |
| Netherlands (Single Top 100)         | 7       |
| New Zealand (Recorded Music NZ)      | 49      |
| Switzerland (Schweizer Hitparade)    | 3       |
| UK Singles (Official Charts Company) | 3       |
| US Billboard Hot 100                 | 51      |

| Чарт (1994)                     | Позиция |
| ------------------------------- | ------- |
| Australia (ARIA)                | 67      |
| New Zealand (Recorded Music NZ) | 22      |
| US Billboard Hot 100            | 9       |
| US Cash Box                     | 26      |

| Чарт (1990-99)       | Позиция |
| -------------------- | ------- |
| US Billboard Hot 100 | 70      |

| Регион | Сертификация  | Продажи   |
| --- | ------------- | --------- |
| Австралия (ARIA) | 2× Платиновый | 140 000^  |
| Австрия (IFPI Austria)                                                                                                   | Золотой       | 25 000*   |
| Франция (SNEP) | Золотой       | 242 000   |
| Германия (BVMI) | 3× Золотой    | 750 000^  |
| Новая Зеландия (RMNZ) | Платиновый    | 15 000*   |
| Великобритания (BPI) | Платиновый    | 771,323   |
| США (RIAA) | Платиновый    | 1 200 000 |
| * Данные о продажах приведены только на основе сертификации. ^ Данные о тиражах приведены только на основе сертификации. |               |           |